# 伯努利过程
伯努利过程是一个由有限个或无限个的独立随机变量 X1, X2, X3 ,..., 所组成的离散时间随机过程，其中 X1, X2, X3 ,..., 满足如下条件：
- 对每个 i, Xi 等于 0 或 1;
- 对每个 i, Xi = 1 的概率等于 p.

换言之，伯努利过程是一列独立同分布的伯努利试验。每个Xi 的2个结果也被称为“成功”或“失败”。所以当用数字 0 或 1 来表示的时候，这个数字被称为第i个试验的成功次数。
与伯努利过程相关的随机变量有：
- 前 n 个试验的成功次数服从二项分布。
- 要得到 r 次成功所需要的试验次数服从负二项分布。
- 要得到 1 次成功所需要的试验次数服从几何分布，这是负二项分布的一个特例。

伯努利过程在隨機程序分類上，屬於discrete-time, discrete-value。